# Falgote
Los astilleros de Falgote en Colindres, Cantabria, fueron unos de los primeros astilleros de España, y empezaron a funcionar a partir de 1475. Pasaron a ser Reales el 10 de abril de 1618 mediante un acuerdo entre Felipe III de España y la Hermandad de las Cuatro Villas de la Costa de Cantabria. La situación encajada del lugar lo protegía, en teoría, de las incursiones de las flotas enemigas. 
Pero los ataques constantes de los franceses, y la decadencia de Laredo con respecto a Santander como puerto principal de la región, hicieron que se trasladasen a otro lugar.
Existe una teoría que en su seno se construyeron las carabelas del descubrimiento la Pinta y la Santa María (más probable), y también varios galeones de la Armada Invencible.[cita requerida]